# Tanzwut
Tanzwut (Та́нцвут) — німецький гурт, що грає музику в стилях Neue Deutsche Härte та середньовічний метал. Назва колективу означає «манія танцю», хоча буквальний переклад — «танцювальна лють».

## Історія
Початковий гурт частково складався з учасників музичної групи Corvus Corax, яка виконувала нео-середньовічну музику. Ідея більше не покладатися тільки на середньовічні інструменти прийшла до співаків Тойфеля та Міхаеля Райна (пізніше In Extremo), коли вони гастролювали у складі нео-середньовічної групи Pullarius Furcillo. У 1997 році було засновано проект Tanzwut. Назва походить від історичного явища танцювального божевілля.
У березні 1999 року на лейблі EMI Electrola було випущено однойменний дебютний альбом Tanzwut. Альбом був спродюсований Джоном Кефері, який уже відповідав за альбоми Die Toten Hosen та Einsturzende Neubauten.
Після кількох змін у складі, у жовтні 2010 року знову було сформовано постійний склад.
8 липня 2011 року вийшов альбом Morus et diabolus — акустична середньовічна музика без електрогітар.

## Учасники
Теперішні учасники
- Teufel — волинка, вокал
- Der Zwilling — бас-гітара, волинка
- Thrymr — волинка, шалмей
- Ardor — волинка, шалмей
- Shumon — перкусія, клавішні
- Jackbird — перкусія, ударні, riesentara, клавішні
- Martin Ukrasvan — гітара, бек-вокал, волинка, tromba marina

Колишні учасники
- Koll. A. (ака Meister Selbstfried) — волинка, шалмей, корнет
- Brandan — гітара, волинка
- Tec — програмування

## Дискографія
Студійні альбоми
- Tanzwut (1999)
- Labyrinth der Sinne (2000)
- Ihr Wolltet Spass (2003)
- Schattenreiter (2006)
- Weiße Nächte (2011)
- Höllenfahrt (2013)
- Eselsmesse (2014)
- Freitag der 13. (2015)
- Schreib es mit Blut (2016)
- Seemannsgarn (2019)
- Remixes (2021)

Живі альбоми
- Tanzwut — Live (DVD, 2004)

Сингли
- «Augen Zu» («Eyes Closed») (1999)
- «Bitte, Bitte» («Please Please») (1999)
- «Weinst Du?» (Do you cry?)(1999)
- «Verrückt» («Insane») (1999)
- «Tanzwut» (Dance Rage) (2000)
- «Eiserne Hochzeit» («Iron Wedding») (2001)
- «Götterfunken» («God-descended») (2001)
- «Feuer und Licht» («Fire and Light») (2001)
- «Hymnus Cantica» (2003)
- «Immer Noch Wach» («Still Awake») (2005)

Промо
- «Exkremento» (album, 1998)
- «Nein nein» («No No») (single, 2003)